# 佐屋川

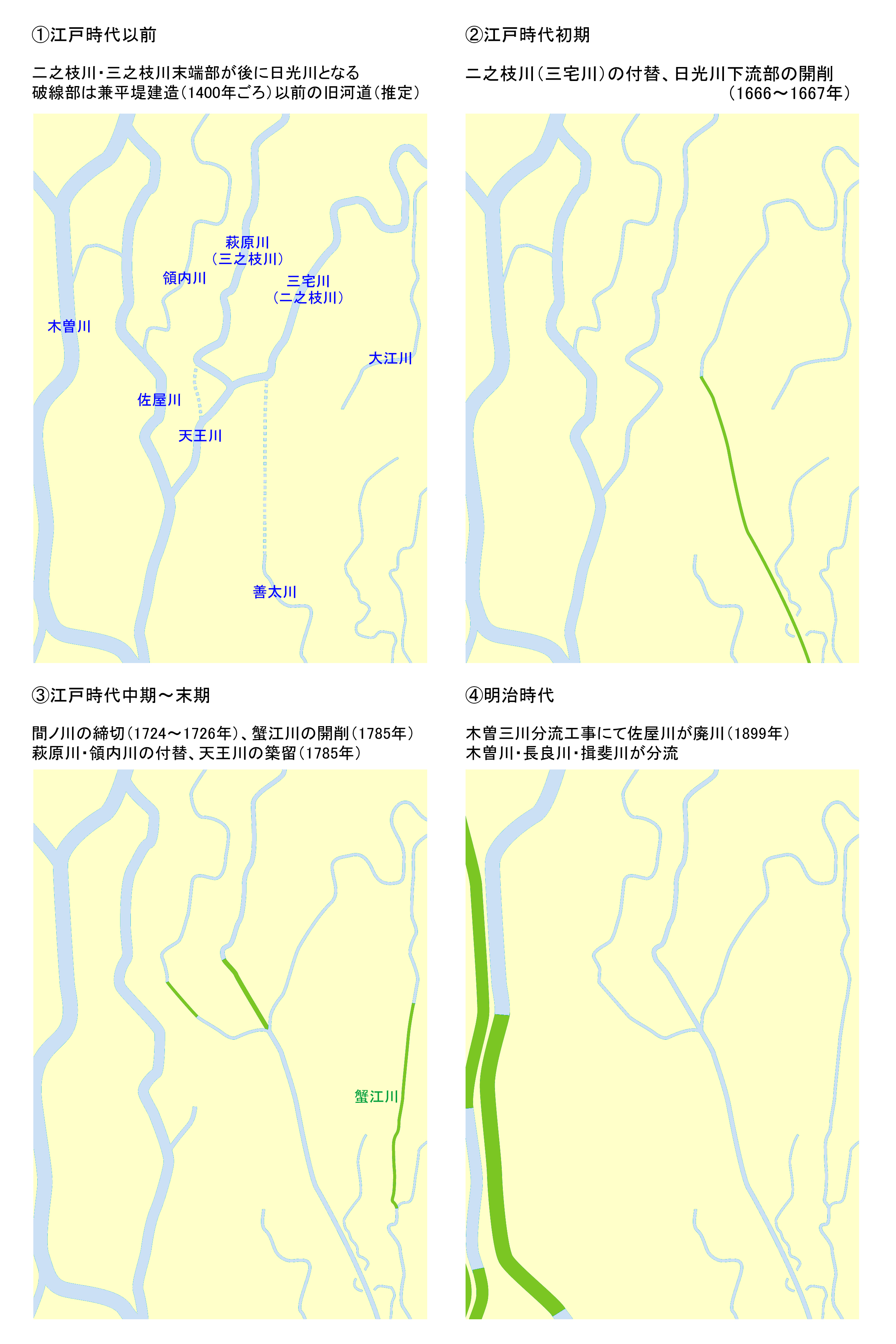
日光川および関連河川の改修工事の歴史

佐屋川（さやがわ）は、かつて存在した木曽川の派川である。

## 地理
現在の馬飼大橋のやや上流、愛知県稲沢市祖父江町本甲捨町野付近を分派口とし、海東郡と海西郡の境界を南に流下して、尾張大橋の上流、現在の弥富市五明の上流で木曽川に再度合流、延長約17キロメートルに及ぶ。後に天王川公園となる天王川は、佐屋川の支流であった。

## 歴史
元々この場所は木曽川本流の河道があり、津島の天王川から桑名への渡しは中世には重要な交通路となっていた。
1586年（天正14年）の大洪水によって木曽川が西に移ると、残された澪筋が開削整備され佐屋川となった。しかし木曽川からの土砂流入によって水深が徐々に浅くなったため往来が困難となり、1634年（寛永11年）に公認された佐屋街道では津島より南の佐屋宿から桑名宿が「三里の渡し」で結ばれた。佐屋宿は参勤交代の大名が通るなど交通の要所として栄えたが水深はさらに浅くなっていき、1645年（天保2年）に放水路として開削もされるなど、幕府からの貸し下げ金を受けて川浚い（浚渫）が行なわれた記録なども残るが、近世後期になると佐屋宿からの往来も困難になっていた。
川が浅くなるにしたがって水害の頻度も規模も大きくなっていった。木曽三川分流工事では廃川とすることが決定されたが、分派口の締切りを目前にした1897年（明治30年）9月に起きた木曽川の洪水で佐屋川にも大量の水が流れ込み、9月30日に八開村鵜多須地先（現在の愛西市）で左岸堤防の決壊「鵜多須切れ」が発生。八開村にとどまらず十四山村（現在の弥富市）までの約7,500戸が被害を受けている。
分派口は1899年（明治32年）に締切られた。河道の跡地は耕地として利用され、灌漑用水路として佐屋川用水がほぼ同じ場所に引かれた。佐屋川用水は後に木曽川用水の海部幹線水路として統合された。現在、分派口跡は愛知県営の都市公園・木曽川祖父江緑地として利用されている。また、元流域である稲沢市などの地域では、現在でも地名として「佐屋川」が残されている。